# Запоріжжя (Олександрійський район)
Запорі́жжя — село в Україні, у Приютівській селищній громаді Олександрійського району Кіровоградської області. Населення становить 136 осіб.

## Населення
Згідно з переписом УРСР 1989 року чисельність наявного населення села становила 147 осіб, з яких 58 чоловіків та 89 жінок.
За переписом населення України 2001 року в селі мешкало 136 осіб.

### Мова
Розподіл населення за рідною мовою за даними перепису 2001 року:
| Мова       | Відсоток |
| ---------- | -------- |
| українська | 90,44 %  |
| російська  | 5,15 %   |
| молдовська | 3,68 %   |
| білоруська | 0,74 %   |